# 東方パートナーシップ

欧州連合
東方パートナー諸国

東方パートナーシップ（とうほうパートナーシップ）とは、欧州連合と旧ソビエト連邦を構成していた6か国（アルメニア、アゼルバイジャン、ベラルーシ、ジョージア、モルドバ、ウクライナ）との間で創設された枠組みである。
東方パートナーシップはポーランドのラドスワフ・シコルスキ外相が提唱し、スウェーデンの支持を受けて、2008年5月6日にブリュッセルで行なわれた総務・対外関係理事会において設置が採択された。2009年5月7日、プラハにおいて開かれた首脳会議でこの設置が決定された。
東ヨーロッパへの統合の深化は2009年前半の欧州連合理事会議長国であるチェコの優先課題である。また東方パートナーシップの枠組みは欧州近隣政策の手法と重複するものである。その狙いは旧ソビエト連邦を構成していた6か国の政治・経済改革であり、関税や査証の撤廃が見込まれている。協力関係の強化のために1年に1度、外相による会合が開かれ、また2年に1度は首脳による会合を開くことが予定されている。
欧州連合と南地中海地域との関係強化を目的とする地中海連合とは異なり、東方パートナーシップは、パートナー国に欧州連合への加盟を目標とする国が含まれ、またこの協定が将来の欧州連合の領域の境界となることを間接的に決める性格を持つものでもあって、政治的に複雑な問題をはらんでいる。またとくに、「ヨーロッパ最後の独裁者」と呼ばれるベラルーシの大統領アレクサンドル・ルカシェンコとの対応についてもさまざまな議論を呼んでいる。ベラルーシのルカシェンコ大統領はEUへ接近を図る意向を見せており、今日までの友好国だったロシアの反発を招いている。ロシアはベラルーシ産の乳製品を輸入禁止にし、ベラルーシのEUとの関係強化に対して警告している。